# عزلة بني أسعد (عمران)

تعديل مصدري - تعديل

عزلة بني أسعد هي إحدى عزل مديرية مسور في محافظة عمران اليمنية ويبلغ تعداد سكانها 2288 نسمة حسب التعداد السكاني في اليمن لعام 2004.